# Trudernish Point

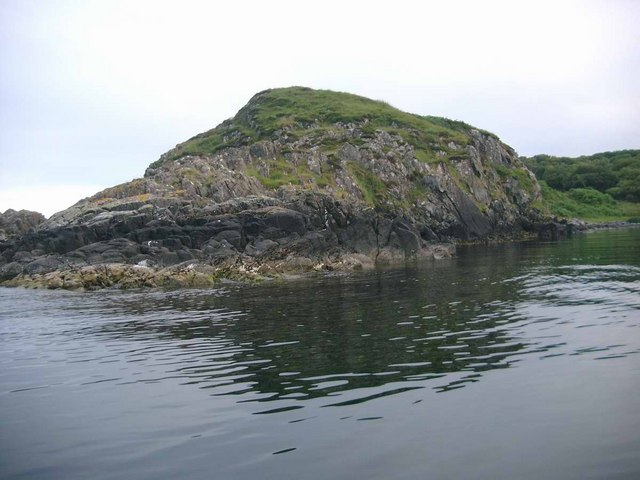
Trudernish Point

Trudernish Point ist ein Kap an der Ostküste der schottischen Hebrideninsel Islay. Es befindet sich etwa sieben Kilometer südlich von McArthur’s Head und 15 km südöstlich der Inselhauptstadt Bowmore. Mit Ardmore Point liegt der östlichste Punkt Islays nur 3,5 km in südlicher Richtung.
Trudernish Point ragt etwa 250 m aus der Landmasse hervor und trennt die Buchten Claggain Bay im Norden und Aros Bay im Süden voneinander. Die steile Felsspitze erhebt sich etwa 15 m über die Meeresoberfläche.
Obschon Trudernish Point in einem dünnbesiedelten Teil der Insel liegt, ist das Kap über eine einspurige Straße zu erreichen. Die Straße führt von Port Ellen über Lagavulin, Ardbeg und Trudernish bis zum nördlich gelegenen Ardtalla.

## Archäologische Funde
Auf Trudernish Point wurden Reste früherer Besiedlung entdeckt. Direkt an der Klippe findet sich das Mauerwerk eines Duns. Dieses schließt im Norden an der Klippe ab. Den westlichen und östlichen Abschluss bilden zwei 55 beziehungsweise 36 m lange Mauern. Eine unregelmäßig geführte Mauer im Süden verbindet beide miteinander. Das eingeschlossene Areal misst etwa 750 m2.
Etwa auf halber Strecke zwischen der Siedlung Trudernish und der Spitze des Kaps finden sich in einer Senke die Reste eines Cairns. Das Bauwerk misst etwa 4,5 × 6 m. Die Wände sind etwa einen Meter mächtig und erweitern sich im Eingangsbereich auf eine Breite von etwa zwei Metern. Der Cairn stammt wahrscheinlich nicht aus den Zeiten früher Besiedlung und wird auf das 18.–19. Jahrhundert geschätzt.